# Milichiella frontalis
Milichiella frontalis är en tvåvingeart som först beskrevs av Becker 1907.  Milichiella frontalis ingår i släktet Milichiella och familjen sprickflugor.

## Utbredning
Artens kända utbredningsområde är Argentina och Chile.